# 蛭子神社 (新上五島町)
蛭子神社（えびすじんじゃ）は、長崎県新上五島町飯ノ瀬戸（いのせと）郷・飯ノ浦地区に鎮座する神社である。

## 祭神
事代主命を主祭神に、大山祇命を配祀する。
配祀神の大山祇命は同郷・山神神社の祭神である。

## 歴史
創建年代は不詳。当初、当社祭神・事代主命は同郷・小手ノ浦地区に勧請・奉祀されていたが、元禄6年（1672年）に現在の宮地に奉遷された。
明治7年（1874年）5月5日に無格社に列せられ、大正2年（1913年）8月11日に郷内・山神神社を合祀した。

## 祭祀
主な祭礼・神事
- 例大祭（旧9月15日）

## 境内社

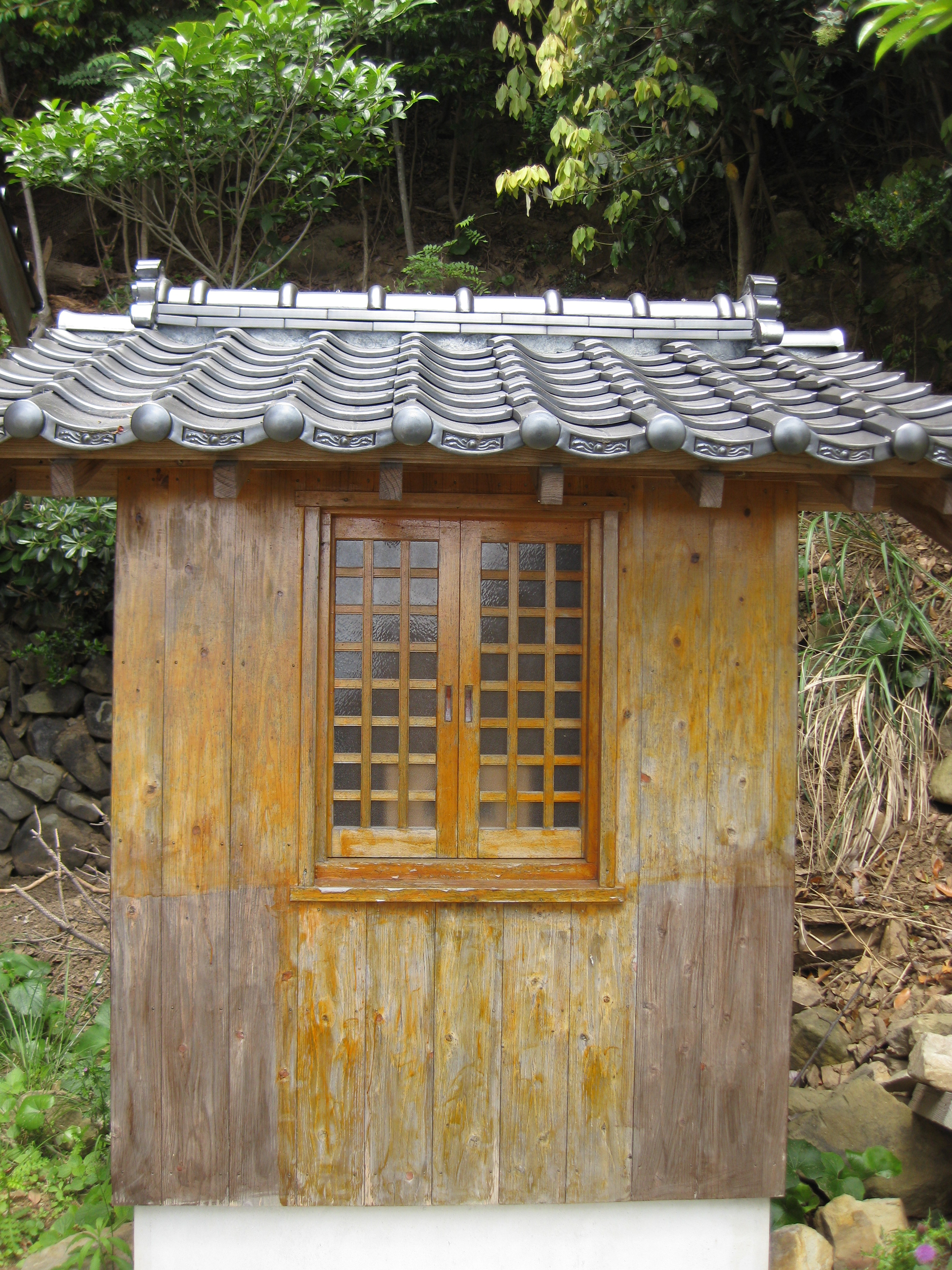
境内社・山神神社

- 山神神社

## その他の神社
その他の飯ノ瀬戸郷の神社に金刀比羅神社がある。
また、隣接する続浜ノ浦郷に天満神社がある。

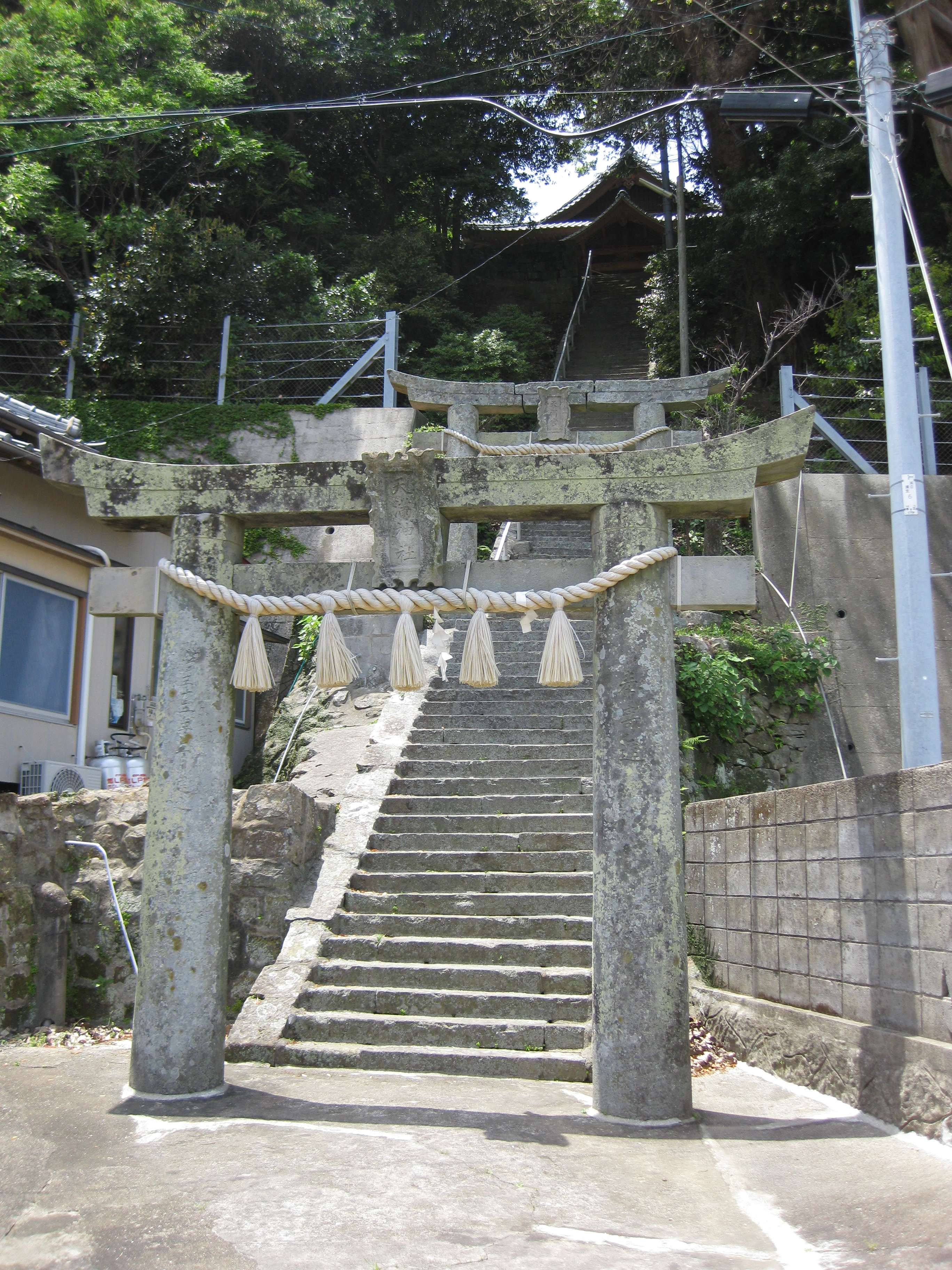
天満神社